# Platja de la Marina
La platja de la Marina és una petita cala del municipi de Badalona (Barcelonès) situada al barri de La Mora, limitada a llevant pel contradic sud del port de Badalona, i per ponent pels espigons de protecció del sobreeixidor del col·lector interceptor de Llevant, que la separen de la platja de la Mora. Té una longitud de 140 m i una amplada mitjana de 40 m, amb sorra gruixuda i un pendent d'entrada a l'aigua molt fort.
El 2019 es va posar de manifest que la sorra de la platja, juntament amb la de la platja de la Mora, estava contaminada amb metalls pesant procedents de l'antiga fàbrica Cros. Es va tancat l'accés al públic i es va procedir a la descontaminació, obrint-se de nou al públic el juliol de 2020. El 2023 va aconseguir la distinció de Bandera Blava.
L'1 de gener de 2022 i de 2023 s'hi va celebrar el 'Primer bany de l'any a Badalona', organitzat per l'Ajuntament de Badalona amb el suport de Marina Badalona, l'Associació de Veïns La Mora Port BDN i la guingueta Puerto Bahía Club de Mar i Open Arms.